# Чуваргин, Павел Сергеевич
Павел Сергеевич Чуваргин (7 ноября 1921, Калмаково-Камышский сельсовет, Челябинская губерния — 9 июня 2013, Екатеринбург) — советский футболист; советский и российский художник.

## Биография
Родился 7 ноября 1921 года в деревне Старо-Калмаково (Самохваловка, Старая Деревня) Калмаково-Камышского сельсовета Сухоборской волости Челябинского уезда Челябинской губернии (решением Курганского облисполкома № 525 от 30 декабря 1987 года деревня Старокалмаково исключена как сселившаяся, её территория ныне входит в Варгановский сельсовет Щучанского района Курганской области).
Позже с семьёй переехал в деревню Новодубровка Западно-Сибирского края, где был редактором и художником стенгазеты молокозавода. С 14 лет — в Челябинске, выступал за сборную города по лыжам. С отличием окончил школу № 53, начал играть в городском чемпионате по футболу, входил в состав юношеской сборной Челябинска.
В 1940—1941 годах работал сталелитейщиком на заводе им. Д. В. Колющенко, был играющим тренером команды завода.
В 1940 году поступил на факультет русского языка и литературы заочного отделения Челябинского педагогического института.
В 1941 году был призван в Рабоче-крестьянскую Красную Армию. В 1941—1943 годах был старшим инструктором по лыжам отряда специального назначения «Команда № 21». Весной 1942 года был на краткосрочной учёбе, после которой ему присвоили офицерское звание младший лейтенант. Продолжил службу в учебном лагере «команды номер 21» в Пермской области, с начала 1943 года был преподавателем военной подготовки 9-й снайперской школы. В 1945 году — командир танкового учебного взвода, преподаватель физподготовки Челябинского танкотехнического училища, младший лейтенант.
В 1946—1953 годах играл за футбольные клубы Свердловска ОДО и «Авангард». В 1948 году в составе «Авангарда» провёл два матча в чемпионате СССР, после чего команда была переведена в класс ниже. В 1952 году уволился в запас.
Окончил Свердловское художественное училище (1947—1952). Работал в Художественном фонде.
В 1955 году поступил в Ленинградский институт живописи, скульптуры и архитектуры имени П. Е. Репина, но по семейным обстоятельствам не окончил.
Депутат Свердловского городского и районного Советов депутатов трудящихся (1955—1960-е).
Член Союза художников РСФСР (1968). Участник городских, зональных, международных художественных выставок, автор ряда персональных.
Скончался 9 июня 2013 года в возрасте 91 года. Похоронен на Восточном кладбище Екатеринбурга, секция № 2.

## Творчество
Живопись Павла Чуваргина относится к лучшим образцам реалистической уральской школы с её традиционными темами. Например, живописный портрет под названием «Дед. Ровесник века» стал символом всего пережитого русским человеком в двадцатом веке, чему свидетелем является и сам художник.

## Награды и звания
- Орден Отечественной войны I степени
- Медаль «За отвагу»
- Медаль «За победу над Германией в Великой Отечественной войне 1941—1945 гг.», 9 октября 1945 года[3]
- Медаль «За боевые заслуги» (20.04.1953)
- Обладатель Кубка РСФСР (1950, ОДО).
- Чемпион РСФСР (1951, ОДО).

## Семья
Павел Сергеевич был женат, две дочери.